# پالومینو

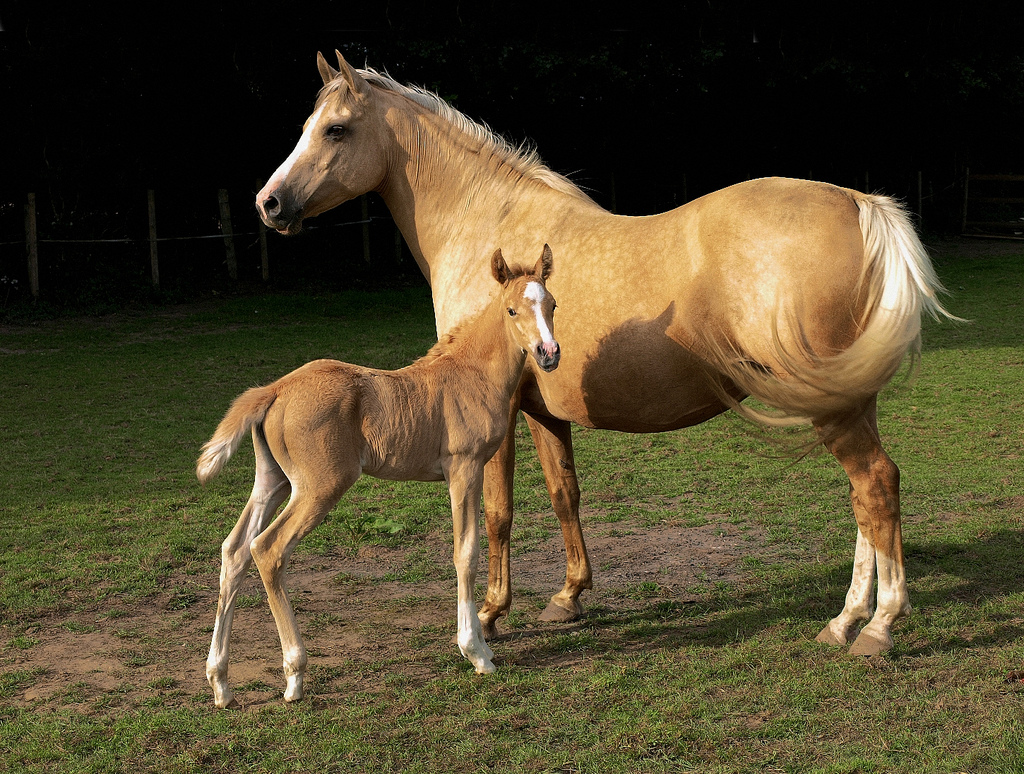
مادیان پالومینو به همراه کره

پالومینو رنگی از اسب است. این رنگ به زردی، کرم رنگ و طلایی رنگ متمایل است و در برخی موارد قهوه‌ای رنگ پریده (کم رنگ) می‌باشد. این نژاد نخستین بار در جنوب غربی آمریکا پرورش یافت و در زبان اسپانیولی به معنای کبوتر جوان است. تریگر نام اسبی معروف از نژاد پالومینو بود که به روی راجرز خواننده آمریکایی تعلق داشت.